# Königlich-jordanisches Institut für interreligiöse Studien
Das Königliche Institut für interreligiöse Studien (engl. The Royal Institute for Inter-Faith Studies; Abk. RIIFS) in Amman, der Hauptstadt des Haschimitischen Königreiches Jordanien, wurde 1994 von Prinz Hassan ibn Talal gegründet. Kamal Salibi aus einer christlich-libanesischen Familie war von 1994 bis 2004 Direktor des Zentrums. Nach Michel Hamarneh wurde Majeda Omar sein neuer Direktor.
Das RIIFS ist nach eigenen Angaben eine gemeinnützige, nichtstaatliche Organisation, die einen Ort für interdisziplinäre Studien interkultureller und interreligiöser Fragen bereitstellt, mit dem Ziel, Spannungen zu entschärfen und Frieden regional und global zu fördern („provides a venue for the interdisciplinary study of intercultural and interreligious issues with the aim of defusing tensions and promoting peace, regionally and globally“).